# Zheng Keshuang

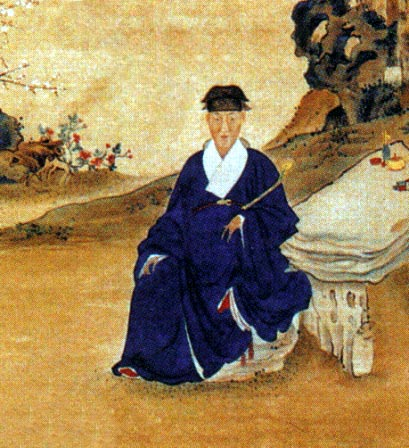

Zheng Keshuang (chiń. 鄭克塽, pinyin Zhèng Kèshuǎng; ur. 1669 zm. 1717), ostatni władca Królestwa Dongning na Tajwanie od 1681 do 1683
Był młodszym synem Zheng Jinga. Tron objął w wyniku walk o sukcesję po śmierci ojca po krótkotrwałym panowaniu swojego starszego brata, Zheng Kezanga. W czasie inwazji wojsk mandżurskich na Dongning po zdobyciu przez nie Peskadorów (8 lipca 1683) wyraził zgodę na bezwarunkową kapitulację, która nastąpiła oficjalnie 27 września 1683. Oznaczało to kres istnienia niezależnego państwa rodu Zheng.